# Бављенац
Бављенац (негде и Баљенац) је мало ненасељено острво у хрватском делу Јадранског мора.
Налази се у Капријском каналу око 1,5 км западно од острва Каприје. Површина острва износи 0,14 км². Дужина обалске линије је 1,43 км.. Највиши врх на острву висок је 39 метара.